# Ouyang Junling
Ouyang Junling (chiń. upr. 歐陽君玲; pinyin Ōuyáng Jūnlíng; ur. 1995) – chińska zapaśniczka walcząca w stylu wolnym. Druga w Pucharze Świata w 2017 i 2018. Druga na MŚ U-23 w 2018 roku.